# Nevsko-Vasileostrovskaja-lijn
De Nevsko-Vasileostrovskaja-lijn (Russisch: Невско-Василеостровская линия) (lijn 3) is een lijn van de metro van Sint-Petersburg. De in 1967 geopende lijn doorkruist het centrum van de stad van west naar oost en buigt vervolgens af richting het zuidoosten. De Nevsko-Vasileostrovskaja-lijn heeft een lengte van 28 kilometer en telt 12 stations; een reis van eindpunt naar eindpunt duurt ongeveer 40 minuten. De lijn is genoemd naar de rivier de Neva, waaraan hij grotendeels parallel loopt, en het Vasilevski ostrov, het eiland in het westen waarop het oorspronkelijke westelijke eindpunt ligt. Op metrokaarten wordt de Nevsko-Vasileostrovskaja-lijn meestal aangeduid met de kleur groen.

## Geschiedenis
| Traject                                            | Openingsdatum     |
| -------------------------------------------------- | ----------------- |
| Vasileostrovskaja - Plosjtsjad Aleksandra Nevskogo | 3 november 1967   |
| Plosjtsjad Aleksandra Nevskogo - Lomonosovskaja    | 25 december 1970  |
| Primorskaja - Vasileostrovskaja                    | 28 september 1979 |
| Lomonosovskaja - Oboechovo                         | 10 juli 1981      |
| Oboechovo - Rybatskoje                             | 28 december 1984  |
| Vasileostrovskaja - Begovaja                       | 26 mei 2018       |

## Stations
De stations van de lijn behoren tot de diepste ter wereld en liggen een stuk verder uit elkaar dan op de andere Petersburgse metrolijnen: de gemiddelde stationsafstand bedraagt een kleine 2300 meter. Eén station, Rybatskoje, bevindt zich bovengronds; dit is tevens het enige station dat over twee zijperrons beschikt, de overige stations hebben een eilandperron. Het initiële deel van de lijn, Vasileostrovskaja - Lomonosovskaja, werd in de jaren 60 van de twintigste eeuw ontworpen met zes stations die allemaal gebouwd zijn als horizontale lift. De verlengingen van na 1972 werden weer conventioneler uitgevoerd al zijn de perrondeuren bij de twee noordelijkste stations weer toegepast. Op drie stations kan overgestapt worden op een andere metrolijn, overstapmogelijkheid op de spoorwegen bestaat eveneens op drie stations.
| Station                        | Overstappunt                                | Foto | Geopend           | Opmerkingen      |
| ------------------------------ | ------------------------------------------- | ---- | ----------------- | ---------------- |
| Begovaja                       |                                             |      | 26 mei 2018       |                  |
| Zenit                          |                                             |      | 26 mei 2018       |                  |
| Primorskaja                    |                                             |      | 28 september 1979 |                  |
| Vasileostrovskaja              |                                             |      | 3 november 1967   | Horizontale lift |
| Gostinyj Dvor                  | Nevski prospekt                             |      | 3 november 1967   | Horizontale lift |
| Majakovskaja                   | Plosjtsjad Vosstanieja langeafstandstreinen |      | 3 november 1967   | Horizontale lift |
| Plosjtsjad Aleksandra Nevskogo | Plosjtsjad Aleksandra Nevskogo              |      | 3 november 1967   | Horizontale lift |
| Jelizarovskaja                 |                                             |      | 25 december 1970  | Horizontale lift |
| Lomonosovskaja                 |                                             |      | 25 december 1970  | Horizontale lift |
| Proletarskaja                  |                                             |      | 10 juli 1981      |                  |
| Oboechovo                      | voorstadsnet                                |      | 10 juli 1981      |                  |
| Rybatskoje                     | voorstadsnet                                |      | 10 juli 1981      |                  |

Binnen een overstapcomplex hebben de stations meestal per lijn een andere naam, met uitzondering van Plosjtsjad Aleksandra Nevskogo. Tussen Vasileostrovskaja en Gostinyj Dvor kruist de Nevsko-Vasileostrovskaja-lijn de Pravoberezjnaja-lijn zonder overstapmogelijkheid tussen beide.

## Materieel
De dienst op de Nevsko-Vasileostrovskaja-lijn wordt uitgevoerd met zesrijtuigtreinen. De lijn beschikt over één depot: Nevskoje (№ 3), gelegen achter het station Rybatskoje. De vloot van de lijn bestaat uit 36 treinstellen.

## Toekomst
Verlenging van de lijn is niet gepland, wel is er een extra station gedacht tussen Vasileostrovskaja en Gostinyj Dvor. Dit station zal verbonden worden met station Admiraltejskaja, om een overstap op de Froenzensko-Primorskaja-lijn (lijn 5) mogelijk te maken. Tevens zijn voor de periode na 2030 twee overstappunten, bij Jelizarovskaja en Vasileostrovskaja, op de ontworpen ringlijn (lijn 8) gepland. 